# 聖アンドリーイ教会
聖アンドリーイ教会（せいあんどりーいきょうかい、ウクライナ語: Андріївська церква；英語: St Andrew's Church, Kyiv）は、ウクライナの首都キーウにある教会。ウクライナ独立正教会に属する。

## 沿革
初期
1215年より聖十字架高揚教会が17世紀初頭まで存在しており、その跡地に木造教会が立てられたが、17世紀末に火災で焼失した。聖アンドリーイ教会は皇后エリザヴェータのキエフ訪問を記念して、聖十字架高揚教会跡地に建設された。1747年から1754年にかけて、イタリア人の建築家バルトロメオ・ラストレッリによって建立された。教会の名称は、伝説上ウクライナの地に初めてキリスト教を招来したとされる使徒アンドリーイにちなんでいる。
ソビエト連邦期
1932年にソ連政権によって閉鎖され、1939年に無神論博物館として開館された。1941年にドイツ政権の下で教会の格が戻された、20年後に再びソ連によって閉鎖された。1968年以後、「ソフィア大聖堂博物館」の支館となった。
ウクライナ独立後
ウクライナの独立後、ウクライナ独立正教会によって奉神礼のために使用されたが、2008年にユーシュテンコ大統領の命により公式にソフィア大聖堂博物館からウクライナ独立正教会へ譲渡された。

## 教会施設・建物
教会は、ドニプロ川右岸、キーウ丘陵に属するアンドリーイ坂の頂点に位置し、キエフ大公国時代の「ヴォロディーメル聖公の町」が存在した地区の西端に建っている。教会の高さは46ｍ（土台を含めて60ｍ）。外部はバロック様式であるが、内部はロココ様式である。

## 画廊

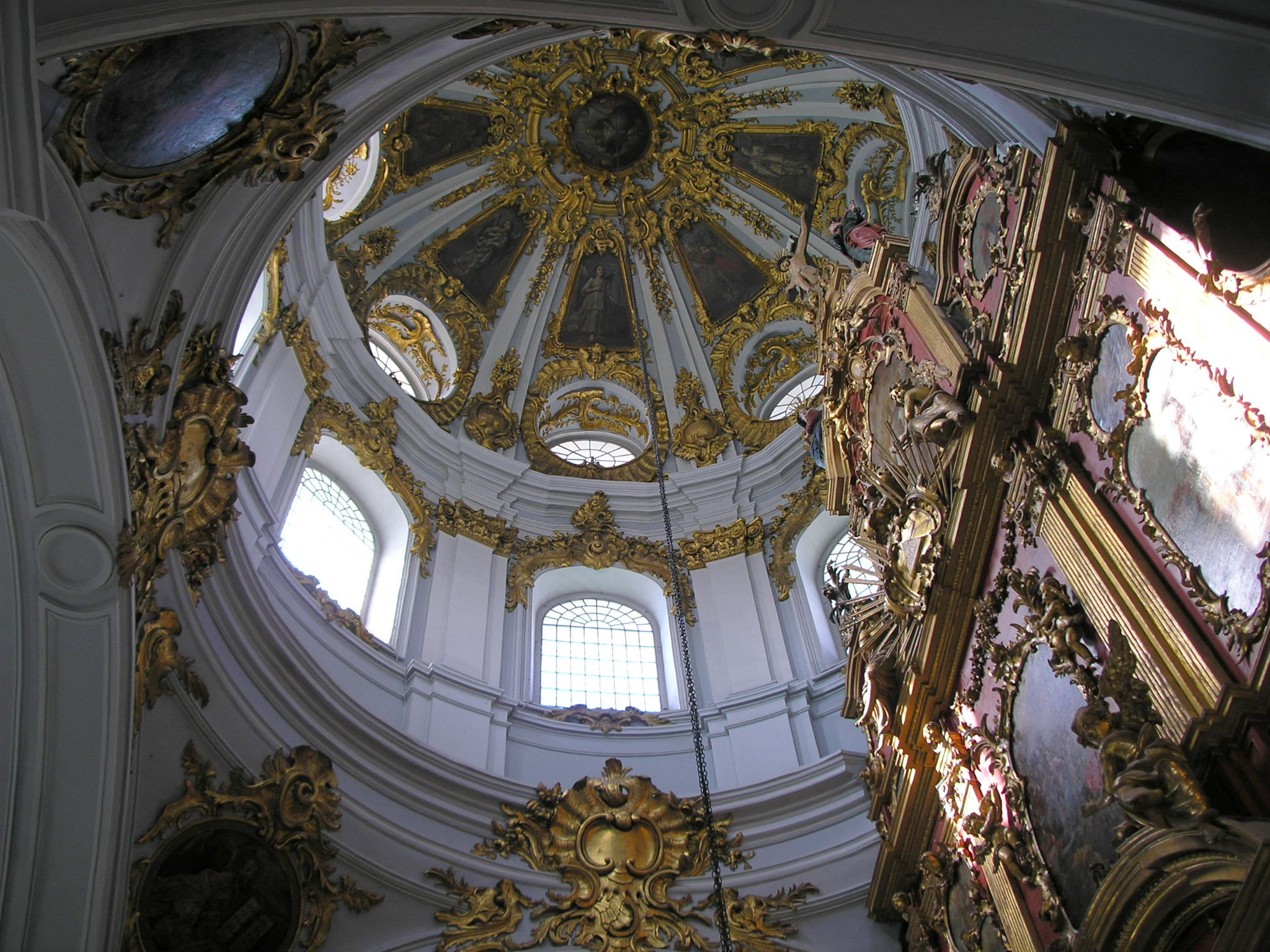
中央ドーム
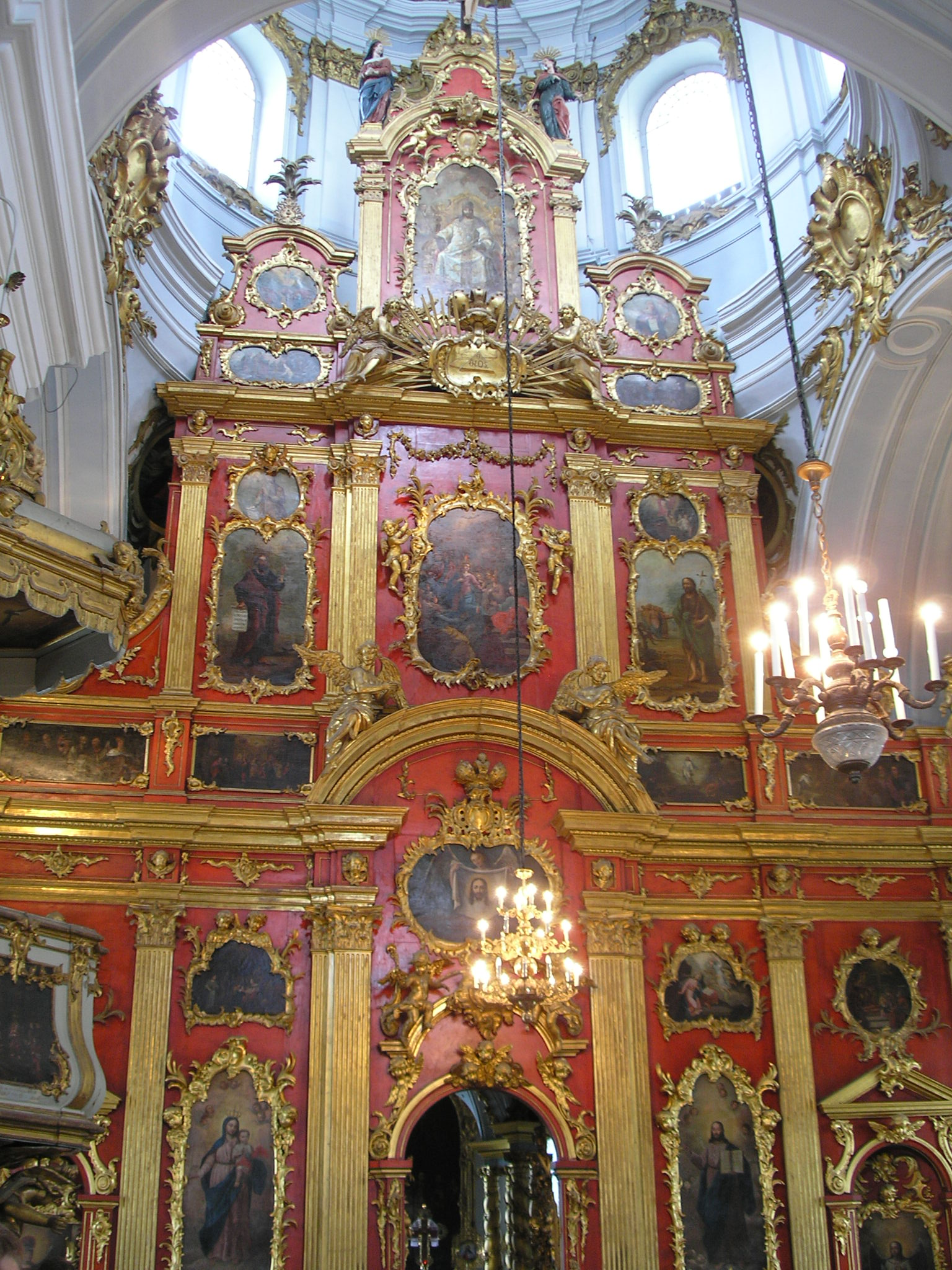
聖障
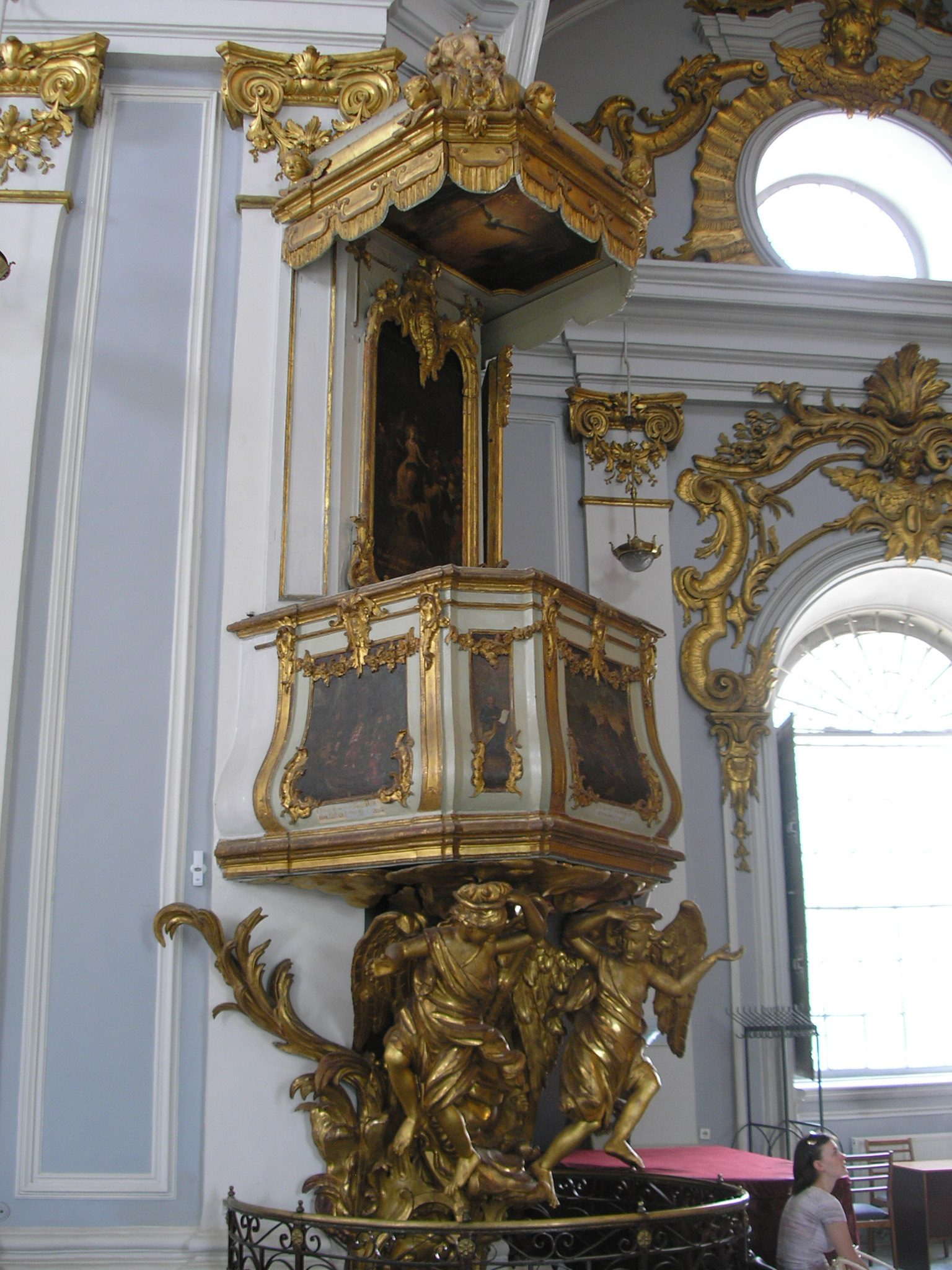
講壇